# Nad Tissoj
Nad Tissoj (Над Тиссой) è un film del 1958 diretto da Dmitrij Ivanovič Vasil'ev.